# Юдзики (Олецький повіт)
Юдзики (пол. Judziki, нім. Judzicken) — село в Польщі, у гміні Олецько Олецького повіту Вармінсько-Мазурського воєводства.
Населення — 136 осіб (2011).
У 1975-1998 роках село належало до Сувальського воєводства.

## Демографія
Демографічна структура станом на 31 березня 2011 року:
|          | Загалом | Допрацездатний вік | Працездатний вік | Постпрацездатний вік |
| -------- | ------- | ------------------ | ---------------- | -------------------- |
| Чоловіки | 65      | 24                 | 37               | 4                    |
| Жінки    | 71      | 18                 | 40               | 13                   |
| Разом    | 136     | 42                 | 77               | 17                   |